# Ramon Cecchini
Ramon Cecchini (Winterthur, 30 agosto 1990) è un calciatore svizzero, centrocampista del Veltheim.

## Palmarès

### Club

#### Competizioni nazionali
- Coppa del Liechtenstein: 5

Vaduz: 2012-2013, 2013-2014, 2014-2015, 2015-2016, 2016-2017